# Kelly (tas)

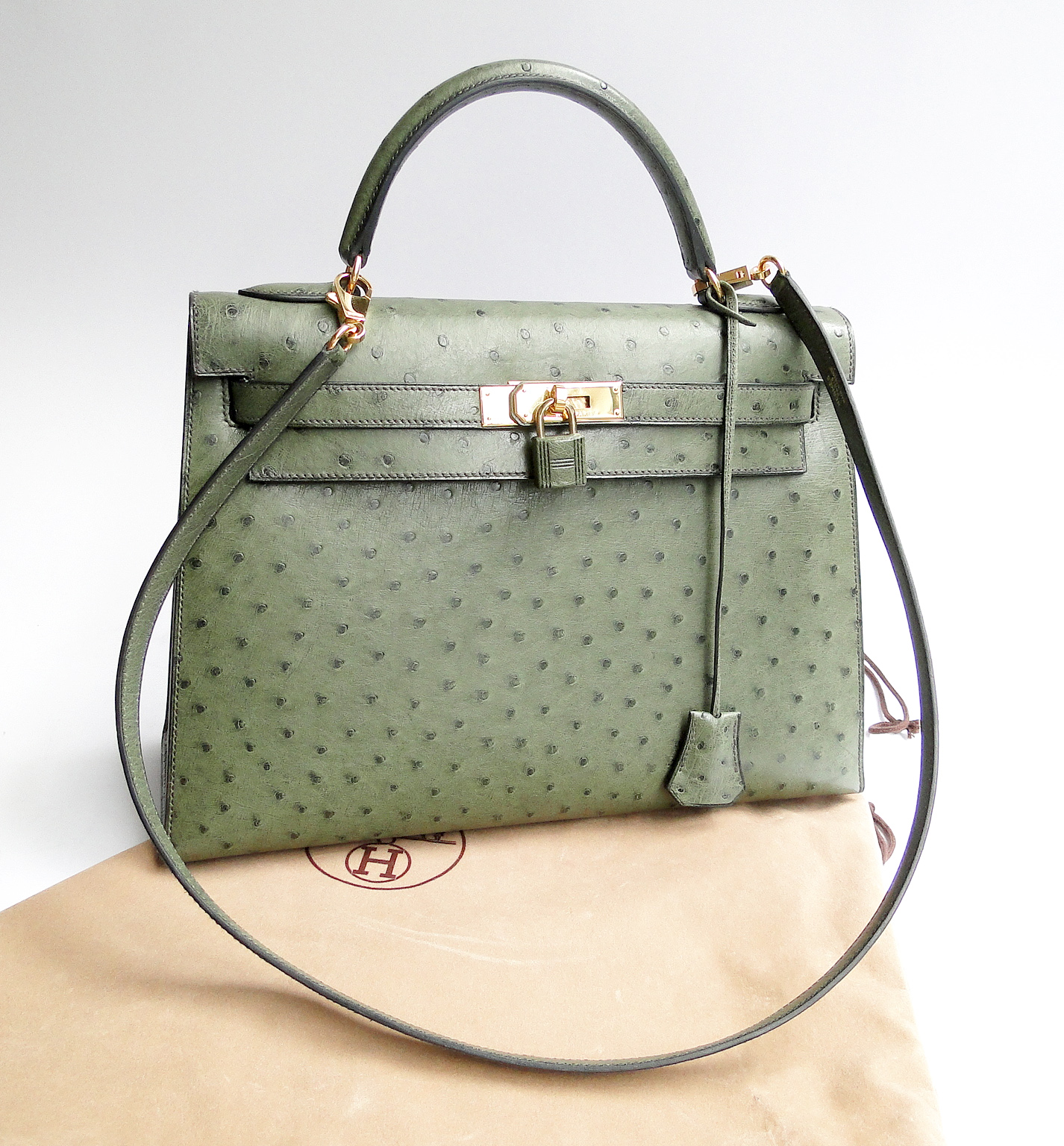
Hermès Kelly-tas gemaakt van stuisvogelleder

De Kelly-tas, in navolging van het Engels ook bekend als Kelly Bag en tussen de jaren 1930 en 1977 officieel bekend als sac à dépêches, is een handtas gemaakt door het merk Hermès en vernoemd naar Grace Kelly. De Kelly-tas was een belangrijke inspiratie voor de Birkin-tas die Hermès later zou uitgeven.

## Geschiedenis
De Kelly-tas is geïnspireerd op de oudere haut à courroies (ook wel HAC genoemd). Deze tas werd bedacht eind 19e eeuw en was in eerste instantie bedoeld als een zadeltas voor het opbergen van paardrijdzadels. Deze tassen hadden een vergelijkbare trapeziumvorm, maar waren veel grover dan de sac à dépêches omwille van de grote inhoud. De grote HAC werd in 1923 al iets verkleind, maar in 1930 zou de tas zodanig worden herontworpen dat er sprake was van een geheel nieuwe tas, die sac à dépêches werd genoemd.

### Grace Kelly en de Kelly-tas
Grace Kelly bezat sinds 1954 een sac à dépêches. In 1956, toen zij volop in het middelpunt van de belangstelling stond, ze was namelijk net getrouwd met Reinier III van Monaco en had daarmee een carrière als filmster opgegeven, werd ze gefotografeerd met deze tas. Ze hield de tas voor haar buik om haar zwangerschap te verbergen. Door deze bekende foto ging de tas in de volksmond al snel de Kelly-tas heten. Hermès vroeg toestemming om de tas naar Kelly te vernoemen en in 1977 werd de tas officieel de Kelly-tas genoemd.
Tegenwoordig zijn er acht verschillende maten van de Kelly-tas oplopend van 15 tot 50 centimeter breed. In de jaren 1960 werd een schouderband toegevoegd. Aan het oorspronkelijke ontwerp van de jaren 1930 is verder niet veel veranderd.

## Ontwerp
De Kelly-tas is een trapeziumvormige tas met slechts één handvat. Het handvat wordt gebruikt om de tas te dragen, hoewel bij modellen van na 1960 een schouderband zit. Aangezien het handvat noodzakelijk is om de tas te dragen (zeker voor de toevoeging van de schouderband), kan de tas slechts moeizaam worden geopend tijdens het dragen. Wat een van de verschillen is met de latere Birkin die geïnspireerd was op de Kelly-tas. In tegenstelling tot de Kelly-tas heeft de Birkin twee handvatten en een sluiting die ook geopend kan worden tijdens het dragen. Daarnaast is de Birkin - hoewel nog steeds trapeziumvormig - wat vierkanter dan de Kelly-tas.
Het metaalbeslag van de tassen is net als bij Birkin-tassen van messing, vaak met een laagje van een ander materiaal. Zo zijn er tassen waarvan het beslag verguld is, met goud of roségoud, of is overtrokken met andere metalen zoals palladium dan wel ruthenium. In uitzonderlijke gevallen bestaat het beslag uit diamanten. Op het beslag staat vaak ook (een variatie op) de naam Hermès. Op deze wijze dient het beslag ook als extra controle voor de echtheid van de tas.
Net als de Birkins kunnen de Kellys zowel van binnenuit als buitenaf gestikt worden. Wanneer het stiksel van binnenuit geplaatst wordt, noemt men dit retourne. De tas wordt dan wat 'hangeriger' en wat minder strak. Als het stiksel van buitenaf wordt geplaatst betreft dit sellier en heeft de tas een strakker, meer gestructureerd uiterlijk.

## Economische waarde

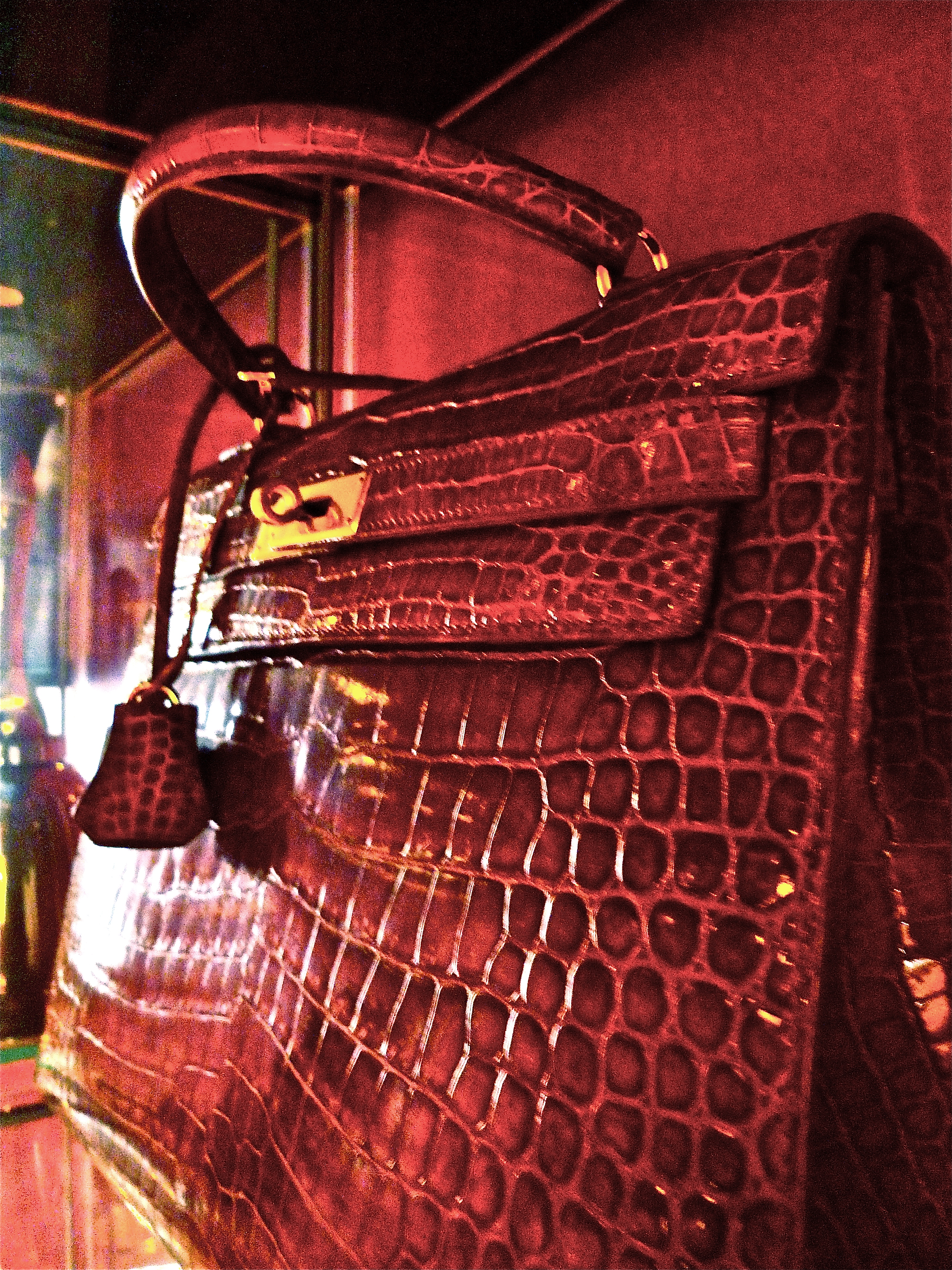
Rode krokodillenleren Kelly tas

De Kelly-tas vertegenwoordigt evenals de Birkin een grote economische waarde. De kosten van een Birkin- en Kelly-tas zijn bij aankoop in een Hermès boetiek vergelijkbaar. Bij doorverkoop kan de waarde van de Kelly-tas die van de Birkin overstijgen.
Recent is er echter een set Kelly-tassen ontworpen door Pierre Hardy, die een rosé gouden tas ontwierp bezet met 1160 diamanten. Er zijn vier ontwerpen, van welk elk drie tassen geproduceerd zijn. De tassen werden verkocht voor twee miljoen dollar per stuk. Dit waren de duurste Kelly-tassen tot dan toe.
Net als de Birkin wordt de Kelly als een goede investering beschouwd. De Kellys zijn in de afgelopen dertig jaar vijf keer zo veel waard geworden en brengen daarmee meer op dan diamanten.

## Bekende gebruik(st)ers
De Kelly-tas werd niet enkel door Grace Kelly gedragen. Andere bekende gebruik(st)ers zijn:
- Koningin Máxima[15]
- Miroslava Doema[16]
- Naya Rivera[17]
- Christie Brinkley[18]
- Miranda Kerr[19]
- Beyoncé[19]
- Leslie Mann[19]